# Liste des députés de la préfecture de Nagasaki
Cette page liste les membres de la Chambre des représentants du Japon élus dans les circonscriptions de la préfecture de Nagasaki.

## 41elégislature(1996-2000)
Au cours de la 41e législature, les députés de la préfecture de Nagasaki furent les suivants :
| Circonscription | Député                | Député                 | Parti politique | Mandat    |
| --------------- | --------------------- | ---------------------- | --------------- | --------- |
| 1re             |                       | Takeo Nishioka (ja)    | Shinshintō      | 1996-1998 |
| 1re             |                       | Masakazu Kuranari (ja) | PLD             | 1998-2000 |
| 2e              |                       | Fumio Kyūma            | PLD             |           |
| 3e              |                       | Kazuo Torashima (ja)   | PLD             |           |
| 4e              |                       | Genjirō Kaneko         | PLD             | 1996-1998 |
| 4e              | Daisuke Miyajima (ja) | 1998-2000              | PLD             |           |

## 42elégislature(2000-2003)
Au cours de la 42e législature, les députés de la préfecture de Nagasaki furent les suivants :
| Circonscription | Député | Député               | Parti politique |
| --------------- | ------ | -------------------- | --------------- |
| 1re             |        | Yoshiaki Takaki      | PDJ             |
| 2e              |        | Fumio Kyūma          | PLD             |
| 3e              |        | Kazuo Torashima (ja) | PLD             |
| 4e              |        | Seigo Kitamura (ja)  | SE              |

## 43elégislature(2003-2005)
Au cours de la 43e législature, les députés de la préfecture de Nagasaki furent les suivants :
| Circonscription | Député | Député               | Parti politique |
| --------------- | ------ | -------------------- | --------------- |
| 1re             |        | Yoshiaki Takaki      | PDJ             |
| 2e              |        | Fumio Kyūma          | PLD             |
| 3e              |        | Yaichi Tanigawa (ja) | PLD             |
| 4e              |        | Seigo Kitamura (ja)  | PLD             |

## 44elégislature(2005-2009)
Au cours de la 44e législature, les députés de la préfecture de Nagasaki furent les suivants :
| Circonscription | Député | Député               | Parti politique |
| --------------- | ------ | -------------------- | --------------- |
| 1re             |        | Yoshiaki Takaki      | PDJ             |
| 2e              |        | Fumio Kyūma          | PLD             |
| 3e              |        | Yaichi Tanigawa (ja) | PLD             |
| 4e              |        | Seigo Kitamura (ja)  | PLD             |

## 45elégislature(2009-2012)
Au cours de la 45e législature, les députés de la préfecture de Nagasaki furent les suivants :
| Circonscription | Député | Député                | Parti politique |
| --------------- | ------ | --------------------- | --------------- |
| 1re             |        | Yoshiaki Takaki       | PDJ             |
| 2e              |        | Eriko Fukuda (ja)     | PDJ             |
| 3e              |        | Masahiko Yamada       | PDJ             |
| 4e              |        | Daisuke Miyajima (ja) | PDJ             |

## 46elégislature(2012-2014)
Au cours de la 46e législature, les députés de la préfecture de Nagasaki furent les suivants :
| Circonscription | Député | Député               | Parti politique |
| --------------- | ------ | -------------------- | --------------- |
| 1re             |        | Tsutomu Tomioka (ja) | PLD             |
| 2e              |        | Kanji Katō (ja)      | PLD             |
| 3e              |        | Yaichi Tanigawa (ja) | PLD             |
| 4e              |        | Seigo Kitamura (ja)  | PLD             |

## 47elégislature(2014-2017)
Au cours de la 47e législature, les députés de la préfecture de Nagasaki furent les suivants :
| Circonscription | Député | Député               | Parti politique |
| --------------- | ------ | -------------------- | --------------- |
| 1re             |        | Tsutomu Tomioka (ja) | PLD             |
| 2e              |        | Kanji Katō (ja)      | PLD             |
| 3e              |        | Yaichi Tanigawa (ja) | PLD             |
| 4e              |        | Seigo Kitamura (ja)  | PLD             |

## 48elégislature(2017-2021)
Au cours de la 48e législature, les députés de la préfecture de Nagasaki furent les suivants :
| Circonscription | Député | Député               | Parti politique |
| --------------- | ------ | -------------------- | --------------- |
| 1re             |        | Hideko Nishioka      | PE              |
| 2e              |        | Kanji Katō (ja)      | PLD             |
| 3e              |        | Yaichi Tanigawa (ja) | PLD             |
| 4e              |        | Seigo Kitamura (ja)  | PLD             |

## 49elégislature(2021-2024)
Au cours de la 49e législature, les députés de la préfecture de Nagasaki furent les suivants :
| Circonscription | Député           | Député                | Parti politique | Mandat    |
| --------------- | ---------------- | --------------------- | --------------- | --------- |
| 1re             |                  | Hideko Nishioka       | PDP             |           |
| 2e              |                  | Ryūshō Katō (ja)      | PLD             |           |
| 3e              |                  | Yaichi Tanigawa (ja)  | PLD             | 2021-2024 |
| 3e              |                  | Katsuhiko Yamada (ja) | PDC             | 2024-2025 |
| 4e              |                  | Seigo Kitamura (ja)   | PLD             | 2021-2023 |
| 4e              | Yōzō Kaneko (ja) | 2023-2025             | PLD             |           |

## 50elégislature(depuis 2024)
Au cours de la 50e législature, les députés de la préfecture de Nagasaki sont les suivants :
| Circonscription | Député | Député           | Parti politique |
| --------------- | ------ | ---------------- | --------------- |
| 1re             |        | Hideko Nishioka  | PDP             |
| 2e              |        | Ryūshō Katō (ja) | PLD             |
| 3e              |        | Yōzō Kaneko (ja) | PLD             |